# Pituophis
Pituophis är ett släkte av ormar. Pituophis ingår i familjen snokar.
Arterna är med en längd av 150 till 300 cm medelstora till stora ormar med en tjock bål. De förekommer från Nordamerika till Centralamerika. Habitatet varierar mellan bland annat öknar, skogar och jordbruksmark. Individerna jagar små däggdjur. De största byten är ekorrar och kaniner. Honor lägger ägg. Släktets medlemmar blir lätt aggressiva vid störningar med väsande läten och bett.
Släktets medlemmar har viss förmåga att klättra i växtligheten men de vistas främst på marken. Arterna kan gräva i marken och de når så bon av kindpåsråttor. Dessutom gräver arterna sina egna bon där de lägger äggen. Ibland lägger flera honor sina ägg i samma näste.
Arter enligt Catalogue of Life:
- Pituophis catenifer
- Pituophis deppei
- Pituophis lineaticollis
- Pituophis melanoleucus
- Pituophis ruthveni

The Reptile Database listar ytterligare två arter:
- Pituophis insulanus
- Pituophis vertebralis